# Crocifisso di San Gimignano
Il Crocifisso di San Gimignano (n. 30) è una croce sagomata dipinta a tempera e oro su tavola (296x247 cm) attribuita a Coppo di Marcovaldo, databile al 1264 circa e conservata nel Museo civico di San Gimignano. 

## Storia
L'opera è una delle poche attribuite concordemente a Coppo, che l'avrebbe realizzata durante un soggiorno a Siena di circa nove anni, dopo esservi stato portato come prigioniero fiorentino dopo la Battaglia di Montaperti.

## Descrizione e stile
Il Cristo, di tipo patiens, è appeso alla croce con quattro chiodi (due e non uno ai piedi, secondo il tipo pre-giottesco), ed è la testa barbuta e coi capelli ricadenti in ciocche sulle spalle che è abbandonata verso sinistra, come nella Croce n. 20 del Museo di Pisa, la prima del genere nota in Italia. Il corpo è appena inarcato verso sinistra, con il bacino che va ad assottigliare la scena corrispondente sui tabelloni laterali.
In alto, nella cimasa, si trova l'Ascensione e il Redentore nel clipeo superiore, alle estremità dei bracci la Madonna con san Giovanni a destra e le Pie donne a sinistra, raffigurati come piccole figure intere piegate verso l'un l'altra in segno di dolore, secondo la maniera bizantina. I tabelloni mostrano tre scene per lato: Cattura di Cristo, Flagellazione e Preparazione della Croce a sinistra, Cristo davanti ai giudici, Cristo deriso e Deposizione a destra. 
La Pietà in special modo mostra analogie con alcune delle opere bizantine più avanzate dell'epoca, della corrente neoellenica, in particolare con un affresco di analogo soggetto nel monastero di Nerezi in Macedonia. Se permangono tracce anche della cultura bizantina più tradizionale e meno espressiva nelle scenette, nella croce di Coppo è evidente la volontà di marcare l'espressione di Cristo, più che mai addolorata, e di fondervi esperienze diverse, comprese quelle del romanico lucchese, sebbene l'amalgama non risulti ancora omogeneo, in grado di originare un nuovo stile come sarà invece più evidente in Cimabue.

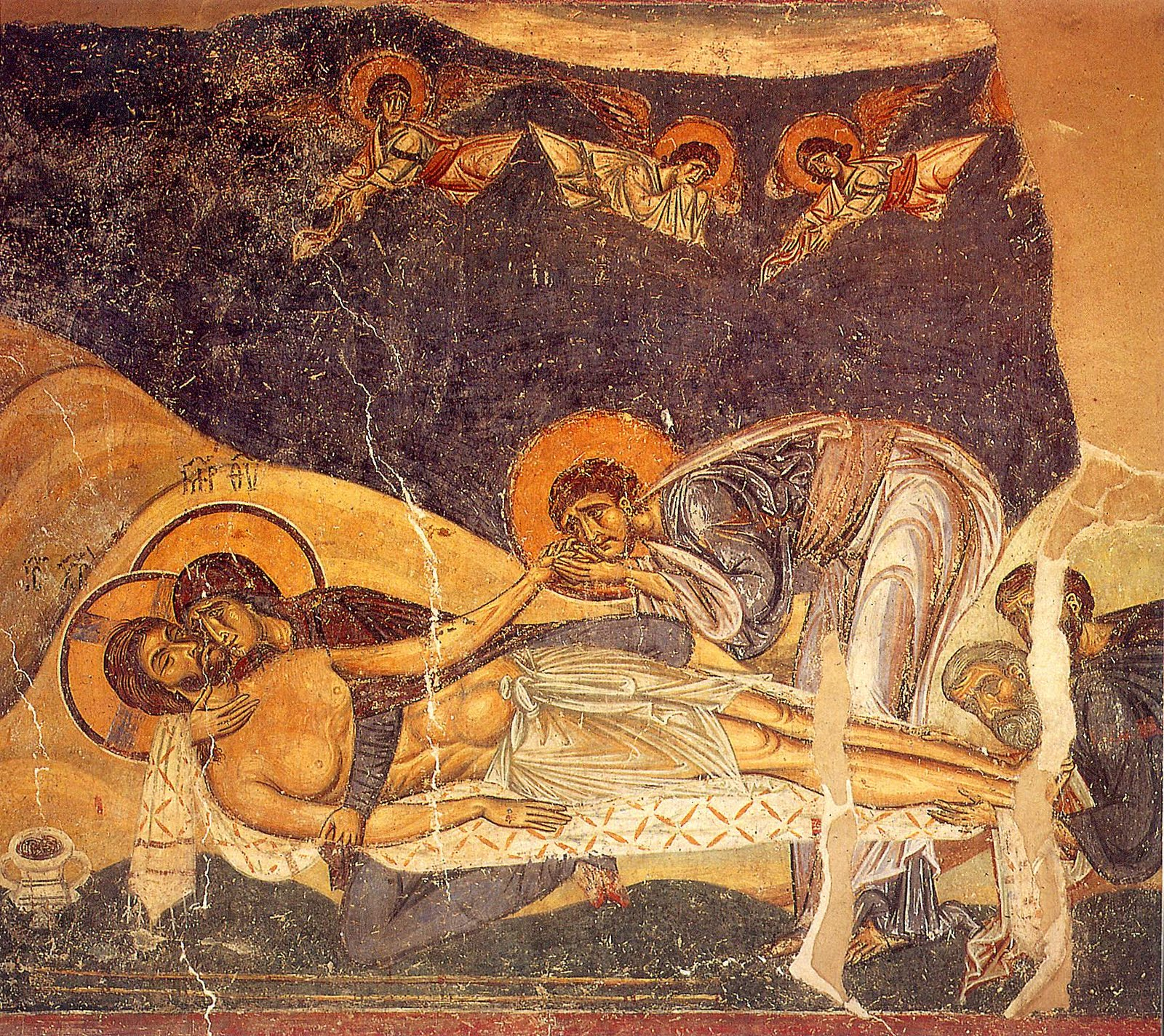
La Deposizione del Maestro di Nerezi